# 川崎純情小町☆
川崎純情小町☆（かわさきじゅんじょうこまち）は、神奈川県川崎市を拠点に活動する女性アイドルグループ。現在肩書きが66個で『日本一肩書きの多いアイドル』の称号をもつ、『2020年ご当地アイドル肩書きランキングBEST20』第1位。「ご当地アイドル殿堂入り」。ホワイトウルフ所属。

## 経歴
神奈川県川崎市の地域活性化プロジェクトとして立ち上げられたご当地アイドルグループ。ホワイトウルフ所属。
メンバーはそれぞれ担当区を持ち（初代担当区は当時の市長阿部孝夫が選定）、動画やブログでのPR活動に加え、企業訪問や介護ボランティア、チャリティ活動、3R推進活動など、地域に根ざした活動を展開。そしてその活動が事業として「川崎市イメージアップ事業」「宮前区誕生30周年記念協賛事業」に認定されている他、数多くの大使やイメージキャラクターにも就任している。
更に地元では企業活性化を促すため、市内企業や店舗と様々なコラボ商品を開発。
「小町のり」「小町ねこドーナツ」「小町豆」「チョ！小町」「小町☆エコ箸」「小町☆マグカップ」「小町そば〜純情風味〜」「小町クッキー」など続々と発売し、川崎の製品や食品、職人やお店の広告・PR活動にも力を入れている。
※イトーヨーカドー武蔵小杉駅前店とドン・キホーテ溝ノ口駅前店では川崎純情小町☆の特設コーナーも設置。
2014年（平成26年）1月15日には、川崎市の地域情報サイト「川崎純情商店街☆」をオープン。このサイトは平成25年度川崎市イメージアップ事業として川崎市が認定している。
また、地域貢献活動を精力的に行っているだけでなく、ファンを巻き込んだライブパフォーマンスや楽曲にも定評があり、年間300本以上ものイベントに出演。ホリプロ主催「U.M.U AWARD 2012」のファイナリストでもある。結成5周年を迎えた2016年（平成28年）10月には地元川崎の大型ライブハウス「クラブチッタ」にてワンマンライブを開催。500人を超える動員を記録した。
2013年（平成25年）4月から2年間RFラジオ日本の情報番組「かわさきマッチングタイム」のメインパーソナリティを担当した他、2017年1月よりテレビ神奈川「ファイト!川崎フロンターレ」の番組レポーターやFMヨコハマでの冠番組「ラジオ純情小町☆」のMC、YOUテレビ「好きです♡かわさき」の番組MCなど、レギュラー番組も数多く獲得している。
2018年（平成30年）には汐留ロコドル甲子園2018にて第3位を獲得した。
2019年（令和元年）4月、純情小町☆GROUPから横浜のご当地アイドル「横浜純情小町☆」が誕生。川崎純情小町☆で培ったノウハウを武器に、結成後すぐに横浜観光案内所（横浜TIC）観光案内大使に就任するなど、横浜市内で快進撃を続けている。同年6月、純情小町☆GROUP（川崎純情小町☆、横浜純情小町☆、純情小町☆研究生）で初の海外遠征を実施。中国貴州省にあるテーマパーク「Ice Water World」にて9日間の連日スペシャルライブを開催し大盛況を博した。
2020年（令和2年）7月9日、『2020年上半期（第14回）アイドルセレクト10』に選出される。同年12月、『2020年ご当地アイドル肩書きランキングBEST20』で第1位に選ばれる。
2021年（令和3年）10月1日、結成10年を迎えて日本ご当地アイドル活性協会より『ご当地アイドル殿堂入り』に認定される。
2022年（令和4年）7月1日、『2022年上半期（第18回）アイドルセレクト10』に2回目の選出。プロデューサーで実力派ロックシンガー『セクシー前畑』の歌声も併せて評価される。
2024年（令和6年）4月、6月に開催されるクロちゃん主催の大型フェス「クロフェス2024 ～5周年だよ！全員集合！だしん！～」にて神奈川県代表として選出が発表。
2025年（令和7年）7月27日、9月に開催されるクロちゃん主催の大型フェス「クロフェス2025 6年目！クロフェスと結婚するしん！」にて神奈川県代表として2年連続選出が発表。

## 肩書き
☆計66個（2022年2月1日現在）
- かわさき産業親善大使
- 神奈川県警察 見守り応援大使
- 川崎市消防局 放火火災防止広報大使
- 川崎市環境局 3R推進広報大使
- 川崎市消費者行政センター 消費生活応援隊
- 川崎南・川崎北・川崎西税務署 確定申告広報大使
- 神奈川県中原警察署 広報大使
- 神奈川県赤十字血液センター かわさき献血応援隊
- 神奈川県庁 特命かながわ発信隊
- 公益財団法人川崎市産業振興財団 ゲンバ男子広報応援大使
- 平成26年度川崎競輪 イメージキャラクター
- 平成27年度川崎競輪 イメージキャラクター
- 平成28年度川崎競輪 イメージキャラクター
- 平成29年度川崎競輪 イメージキャラクター
- 平成24年度川崎市10大ニュース イメージキャラクター
- 平成25年度川崎市10大ニュース イメージキャラクター
- 平成26年度川崎市10大ニュース イメージキャラクター
- 特殊詐欺一掃☆川崎防衛隊
- たかつ自転車ルール守り隊
- 川崎大師観光大使
- 溝ノ口駅前商店街 ポレポレタウン広報大使
- ブレーメン通り商店街広報大使「ブレーマーアンバサダー」
- ドン・キホーテ溝ノ口駅前店 応援大使
- ピカソ川崎銀柳街店 応援大使
- 『雪濃湯』ラーメン広報大使
- 川崎幸市場「市場からの贈り物フェア」広報大使
- 武蔵小杉カレーフェスティバル広報大使
- リリピア（Lilipeer）広報大使
- イトーヨーカドー武蔵小杉駅前店広報大使
- ファミリーマート横浜舞岡町店イベント大使
- 2018年ミスかなまら祭（第七代猿女君）
- アクア21 CMキャラクター
- 長沢まちづくり協議会 オフィシャル応援団
- 川崎市立大戸小学校 オフィシャル応援団
- 高橋工務店 オフィシャル応援団
- 天然素材蔵 オフィシャル応援団
- ねこのしっぽ オフィシャル応援団
- ももすもも元住吉保育園 オフィシャル応援団
- 川崎市内児童〜ふれあい〜親善大使
- 高喜商店 オフィシャル広報大使
- 世界初かんぱち丼専門店桜島勘八グループ・武蔵小杉56家イメージキャラクター、広報大使
- ハッピーケバブ広報大使
- アラビアンケバブ広報大使
- サンマリッジ開運堂広報大使
- インターステラ株式会社『かわさきIT相談 オフィシャル応援団』
- KCSセンター元住吉公式サポーター 姿勢守り隊
- 一日川崎SDGs大使
- 2016年Panasonic『プライベート・ビエラ』 アンバサダー
- 神奈川県警察 一日サイバーポリス
- 中原警察署 一日警察署長
- 幸警察署 一日警察署長
- 宮前警察署 一日警察署長
- 幸消防署 一日消防署長
- 麻生消防署 一日消防署長
- 川崎東郵便局 一日郵便局長
- 川崎港郵便局 一日郵便局長
- 宮前郵便局 一日郵便局長
- ドン・キホーテ溝ノ口駅前店 一日店長
- 川崎フロンターレオフィシャルグッズショップ『アズーロ・ネロ』 一日店長
- ドン・キホーテ丸井川崎店ハロウィンショップ 一日店長
- ドン・キホーテ東名川崎店 一日店長
- RAKU SPA 鶴見 一日店長
- イトーヨーカドー武蔵小杉駅前店 一日店長
- ファミリーマート横浜舞岡町店 一日店長
- ファミリーマート川崎川中島二丁目店 一日店長
- ご当地アイドル殿堂入り

## メンバー

### 現行メンバー
- 鶴田ちなみ（つるたちなみ）2020年12月 - 、幸区・中原区担当
- 蜂須賀ゆず（はちすがゆず）2021年6月 - 、高津区・宮前区担当
- 桜井杏菜（さくらいあんな）2022年8月 - 、多摩区・麻生区担当
- 塙瑠香（はなわるか）2023年6月 - 、川崎区担当

### 旧メンバー
- 愛花（まなか） 2011年10月 - 2012年2月
- 青山路代（あおやまみちよ） 2011年10月 - 2012年3月
- 佐藤加奈子（さとうかなこ） 2011年10月 - 2012年6月、幸区担当
- 田中麗子（たなかれいこ） 2011年10月 - 2013年4月、高津区担当
- 淺井雅（あさいみやび） 2012年4月 - 2013年10月、麻生区担当
- 伊東裕扶子（いとうゆうこ） 2012年4月 - 2014年12月、川崎区・幸区担当
- 高橋杏実（たかはしあみ） 2013年10月 - 2015年1月、麻生区担当
- 前田沙耶香（まえださやか） 2012年2月 - 2015年3月、川崎区・宮前区担当
- 伊藤みのり（いとうみのり） 2012年4月 - 2016年2月、多摩区担当
- 前田薫里（まえだかおり） 2011年10月 - 2018年3月 、川崎区・中原区担当
- 長嶺あずさ（ながみねあずさ）2014年12月 - 2018年12月、高津区担当
- 橋本朱理（はしもとあかり）2015年12月 - 2019年9月、中原区・麻生区担当
- 立田美梨花（たつたみりか） 2015年7月 - 2019年12月 、宮前区・多摩区担当
- 宮内桃子（みやうちももこ）2015年7月 - 2021年5月 、川崎区担当
- 宝生麻佑（ほうしょうまゆ）2019年1月 - 2021年5月 、高津区・宮前区担当
- 服部星奈（はっとりせな）2019年9月 - 2021年5月 、中原区担当
- 和泉杏奈（いずみあんな）2020年12月 - 2022年7月 、多摩区・麻生区担当
- 伊藤歌音（いとうかのん）2022年8月 - 2023年10月、川崎区担当

## ディスコグラフィー

### シングル
- 一輪華/ドリ☆バル（2012年5月25日発売）

1. 一輪華
2. ドリ☆バル
3. 一輪華（カラオケ）
4. ドリ☆バル（カラオケ）

- 川崎純情音頭（2013年2月8日発売）

1. 川崎純情音頭
2. 小町ING!LOVE♥
3. 溝ノ口太陽族
4. 川崎純情音頭（カラオケ）
5. 小町ING!LOVE♥（カラオケ）
6. 溝ノ口太陽族（カラオケ）

- 風林火山（2014年1月10日発売）

1. 風林火山
2. Lucky Flower
3. 風林火山（カラオケ）
4. Lucky Flower（カラオケ）

- 3Rでハッピーデイズ！（2014年4月1日）※啓発用無料配布CD

1. 3Rでハッピーデイズ！
2. 3Rでハッピーデイズ！（カラオケ）

- 疾風迅雷（2014年7月23日発売）

1. 疾風迅雷
2. Brand New High
3. それでも、わたし…純情小町でいていいですか？
4. 疾風迅雷（カラオケ）
5. Brand New High（カラオケ）
6. それでも、わたし…純情小町でいていいですか？（カラオケ）

- 裸々乱！【TypeA】（2015年8月26日発売）

1. 裸々乱！
2. 続・溝ノ口太陽族
3. 裸々乱！（カラオケ）
4. 続・溝ノ口太陽族（カラオケ）

- 裸々乱！【TypeB】（2015年8月26日発売）

1. 裸々乱！
2. 虹色☆ジャーニー
3. 裸々乱！（カラオケ）
4. 虹色☆ジャーニー（カラオケ）

- 華鳥風月／キミと作る物語（2017年3月21日発売）

1. 華鳥風月
2. キミと作る物語
3. 華鳥風月（カラオケ）
4. キミと作る物語（カラオケ）

- Lotus Bloom／川崎純情音頭 REMIX（2018年5月25日発売）

1. Lotus Bloom
2. 川崎純情音頭 REMIX
3. Lotus Bloom（カラオケ）
4. 川崎純情音頭 REMIX（カラオケ）

- カラフルデイズ／GENESIS（2022年4月3日発売）

1. カラフルデイズ
2. GENESIS
3. カラフルデイズ（カラオケ）
4. GENESIS（カラオケ)

- 100年後のキミへ（2024年3月19日発売）

1. 100年後のキミへ

### 配信
- LOVE ME BABY（2023年12月29日発売）

1. LOVE ME BABY
2. LOVE ME BABY（カラオケ）

- 川崎銀柳街テーマソング (2024 Remastered)（2024年発売）  - 神奈川県川崎市川崎区の銀柳街のテーマソング

### アルバム
- THE BEST FIVE of KOMACHI（2016年10月13日発売）

1. 川崎純情音頭
2. Brand New High
3. 小町ING!LOVE♥
4. 好きです かわさき 愛の街
5. それでも、わたし…純情小町でいていいですか？

- 小町大全集（2020年09月28日）

### 映像作品
- 川崎純情小町☆ ファーストワンマンライブDVD（2015年08月25日）
- 川崎純情小町☆ 裸々乱!ミュージックビデオ（2015年11月20日）
- 川崎純情小町☆ DVD「クラブチッタ2ndワンマンライブ」（2020年06月10日）

### コンピレーションアルバム
- 「次世代アイドル革命！！Pink Lips」（2012年9月26日発売、テイチクエンタテインメント）

【参加曲】夢色音色（作詞：磯谷佳江、作曲：manzo、編曲：水島康貴）

## 出演

### テレビ
- YOUTV SPECIAL LIVE - YOUチャンネルプレミアム（2012年5月、YOUテレビ）
- YOUTV SPECIAL LIVE - YOUチャンネル（2012年6月、YOUテレビ）
- Shohjo隊あいどる☆一番星 - Music Japan TV（2012年9月、スカパー!）
- 好きです かわさき! - YOUチャンネル（2012年10月、YOUテレビ）
- アイパラ☆LIVE - PigooHD・エンタ!371（2012年10月、スカパー!）
- LOVEかわさき（2012年11月 - 2015年3月、テレビ神奈川）
- Shohjo隊あいどる☆一番星 - Music Japan TV（2012年12月、スカパー!）
- 学生才能発掘バラエティ 学生HEROES! （2013年1月、テレビ朝日）※伊藤みのり出演
- ドキドキ☆パラダイス - V☆パラダイス（2013年1月、スカパー!）
- あっぱれ!KANAGAWA大行進（2013年1月、tvk）
- ご当地アイドルNo.1決定戦「U.M.U AWARD 2012」 - MUSIC ON! TV（2013年4月、スカパー!）
- My You！ - YOUチャンネル（2013年4月、YOUテレビ）
- なるほどプレゼンター!花咲かタイムズ（2013年5月、CBC）
- みのもんたの朝ズバッ!（2013年7月、TBS）
- ワイド!スクランブル（2013年7月、テレビ朝日）
- スーパーニュース（2013年7月、フジテレビ）
- ニュースJAPAN（2013年7月、フジテレビ）
- スッキリ!!（2013年7月、日本テレビ）
- なまら面白い俺が郷里のTVをちんちん見るばい！！（2014年3月4週、NOTTV）
- THEカラオケ★バトル（2014年9月17日、テレビ東京）
- かながわ旬菜ナビ（2015年1月、tvk）
- もってけダービー'14春（2015年3月29日、TBS）
- 大杉漣の漣ぽっ（2015年7月30日、BSフジ）
- J:COMデイリーニュース（2015年8月14日、j:com）
- 汐留ロコドル甲子園2015～決勝戦・独占中継～（2015年9月6日、NOTTV）
- 開店!SIRのパチスキ!（2016年7月15日、TOKYO MX）
- ファイト!川崎フロンターレ （2017年1月13日～、テレビ神奈川）※レギュラー出演
- ニュースキャスター（2017年12月29日、TBS）
- ゴッドタン（2018年1月20日、テレビ東京）
- 好きです♡かわさき （2018年4月1日～、YOUテレビ）※レギュラー出演
- 安田大サーカスクロちゃんのアイドルステーション（2018年8月3日、目黒FM）
- カニつめくん（2018年8月24日、テレビ東京）
- バイキング（2018年10月15日、フジテレビ）
- 首都圏ニュース（2018年10月17日、NHK）
- おはようにっぽん（2018年10月18日、NHK）
- ミュージックブレイク～ハミジョ観察記～（2019年10月23日、テレビ東京）
- バカリズムの３０分ワンカット紀行（2020年8月21日、BSテレビ東京）
- トピックマガジン（2021年2月21日、テレ玉）
- 首都圏ネットワーク（2021年3月17日、NHK）

### ラジオ
- E-ne!〜good for you〜（FMヨコハマ：2012年2月13日）
- SWITCH！KAWASAKI（FMヨコハマ：2012年5月6日）
- アクセスかわさき930（かわさきFM：2012年5月18日）
- AIR CRUISE（FMヨコハマ：2012年6月9日）
- midnight Voice（bayfm：2012年7〜12月 前田沙耶香レギュラー出演）
- コラ＋なな（FMうらやす：2012年8月1日）
- shoco*の心音（かわさきFM：2012年8月24日）
- かわさきDOWNSTREAM（かわさきFM：2012年9月12日）
- かわさきフィーリング（アール・エフ・ラジオ日本：2012年9月22日、2013年2月9日、2月16日、2月23日）
- アクセスかわさき930（かわさきFM：2012年10月26日）
- かわさきマッチングタイム（アール・エフ・ラジオ日本：2013年4月6日～2015年3月28日）※レギュラー出演
- ミュ〜コミ+プラス（ニッポン放送：2013年4月30日）
- ヨコハマ・ラジアンヌスタイル（アール・エフ・ラジオ日本：2013年7月9日）
- 発信しちゃお！（レインボータウンFM：2014年2月23日）
- LIVEHOUSE COUNCIL（bayfm：2014年4月25日）
- i Meet Up!（FM NACK5：2015年1月25日）
- かわさきレインボースタジオ（アール・エフ・ラジオ日本：2015年4月4日～2016年3月26日）※レギュラー出演
- KAWASAKI Sparkling（FMヨコハマ：2015年9月6日）
- ラジオ純情小町☆（FMヨコハマ：2017年4月5日～2017年9月27日）※レギュラー出演
- COLORFUL KAWASAKI（FMヨコハマ：2018年8月19日）
- コスギ スイッチON！（かわさきFM：2018年12月13日）
- コスギ スイッチON！（かわさきFM：2019年1月10日）
- コスギ スイッチON！（かわさきFM：2019年4月日）
- コスギ スイッチON！（かわさきFM：2019年4月18日）
- コスギ スイッチON！（かわさきFM：2021年4月29日）
- コスギ スイッチON！（かわさきFM：2021年5月6日）

### オフィシャルサイト
- 川崎純情小町☆公式サイト
- 川崎純情商店街☆
- 純情小町☆GROUP公式サイト

### オフィシャルブログ
- 川崎純情小町☆公式ブログ
- 川崎純情小町☆川崎PR公式ブログ
- 横浜純情小町☆公式ブログ
- 横浜純情小町☆横浜PR公式ブログ
- 純情小町☆研究生公式ブログ
- 前畑剛公式ブログ

### Twitter
- 鶴田ちなみ (@chinami_tsuruta) - X（旧Twitter）
- 蜂須賀ゆず (@yuzu_hachisuga) - X（旧Twitter）
- 桜井杏菜 (@anna_sakurai114) - X（旧Twitter）
- 塙瑠香 (@ruka_hanawa) - X（旧Twitter）
- 川崎純情小町☆ (@kjkofficial) - X（旧Twitter）
- 前畑剛 (@tsuyoshimaehata) - X（旧Twitter）

| スタブアイコン | サブスタブ | この項目は、まだ閲覧者の調べものの参照としては役立たない、アイドル（グラビアアイドル・ライブアイドル・ネットアイドル・レースクイーン・コスプレイヤーなどを含む）に関連した書きかけの項目です。この項目を加筆・訂正などしてくださる協力者を求めています（P:アイドル/PJ:芸能人）。 |